# 5955 Khromchenko
5955 Khromchenko è un asteroide della fascia principale. Scoperto nel 1987, presenta un'orbita caratterizzata da un semiasse maggiore pari a 2,8036369 UA e da un'eccentricità di 0,0957572, inclinata di 7,94268° rispetto all'eclittica.